# ボーネス・ジャンクション列車衝突事故
ボーネス・ジャンクション列車衝突事故（ボーネス・ジャンクションれっしゃしょうとつじこ）とは、フォルカークにあるボーネス・ジャンクションで発生した鉄道事故である。

## 事故の経過
ボーネス・ジャンクションはエディンバラ・アンド・グラスゴー鉄道のフォルカーク - リンリスゴー間にある合流点であり、ここでマニュエル駅の北付近からやってきたボーネスへ向かう路線と合流する。
1874年1月27日の朝、イースト・コースト・スコッチ・エクスプレスがエディンバラ駅で2つの列車に分割された。2つの列車はボーネス・ジャンクションでそれぞれ別方向に分岐する予定だった。先行のグラスゴー行き列車は同駅を7時02分に、後続のパース行き列車は7時07分に出発予定だったが、実際には約8分遅れで運行した。
同じ頃、ボーネス・ジャンクションでは、貨物列車が待避線で通過待ちをしていた。貨物列車は先行するグラスゴー行き急行列車が通過したのを確認してすぐに本線に進入したが、そこへ後続のパース行き急行列車が衝突した。
事故原因は、駅員が遅れて走行していたグラスゴー行き列車を後続のパース行き列車と間違えたためと考えられる。信号機は事故を防止すべきであったが、誤った信号が現示されていたと考えられる。接近する急行列車の警笛が聞こえた時に信号機に停止信号を現示したかもしれないが、衝突を防ぐには遅すぎた。この事故で16人が死亡し28人が負傷した。事故現場付近の道路橋はとてもひどく損傷したので取り壊さなければならなかった。
この事故を防止できるはずだった絶対閉塞システム（Absolute Block system, ある区間に同時に進入できる列車を最大1本に制限する）が設置作業中であり、しかもわずか10日後に運用を開始する予定だったため、この事故は注目を集めた。

### 補足
1. ↑  Rolt, 1982: pp. 64-67

### 参考資料
- Rolt, L. T. C.; Kichenside, G. M. (1982). Red for Danger: A history of railway accidents and railway safety (4th ed.). Newton Abbot, Devon: David & Charles. ISBN 0-7153-8362-0. OCLC 9526651